# バルシュ・アルペル・ユルマズ
バルシュ・アルペル・ユルマズ（トルコ語: Barış Alper Yılmaz, 2000年5月23日 - ）は、トルコ・リゼ県リゼ出身のプロサッカー選手。スュペル・リグ・ガラタサライSK所属。トルコ代表。ポジションはフォワード。

## クラブ経歴
2021年7月9日にガラタサライSKへ移籍。
2023年5月4日、ガラタサライと2026-27シーズンまでの契約延長に合意した。

## 代表歴
2021年11月12日にトルコ代表に初選出された。
2023年10月12日、UEFA EURO 2024予選のクロアチア戦で代表初得点を記録した。

## 個人成績

### 代表
| トルコ代表 | 国際Aマッチ | 国際Aマッチ |
| 年         | 出場        | 得点        |
| ---------- | ----------- | ----------- |
| 2021       | 2           | 0           |
| 2023       | 9           | 1           |
| 2024       | 2           | 0           |
| 通算       | 13          | 1           |

## タイトル

### クラブ
ガラタサライSK
- スュペル・リグ：2回（2022-23, 2023-24）
- トルコ・スーパーカップ：1回（2023）